# Heteroconger cobra
Heteroconger cobra és una espècie de peix pertanyent a la família dels còngrids.

## Hàbitat
És un peix marí, demersal i de clima tropical.

## Distribució geogràfica
Es troba al Pacífic occidental central: Honiara (illes Salomó) i Port Moresby (Papua Nova Guinea).

## Observacions
És inofensiu per als humans.